# Oricon Combined Singles Charts
Die Combined Singles Charts (Offizieller Name: オリコン合算シングルランキング Orikon Gassan Shinguru Rankingu) von Oricon ist ein seit 2018 erhobenes Ranking zur Ermittlung der kommerziell erfolgreichsten Singles auf dem japanischen Musikmarkt. Anders als die offiziellen japanischen Singlecharts von Oricon, deckt die Combined Singles Charts nicht nur Tonträger-, sondern auch digitale Verkäufe und Musikstreaming ab. Bei der Bestimmung der wöchentlich erfolgreichsten Singles kommt die Systematik der Album-equivalent unit zum Einsatz.
Die Combined Singles Charts steht in Konkurrenz zur Japan Hot 100, die seit 2008 vom japanischen Zweig des US-amerikanischen Billboard-Magazins erhoben werden. Die Schaffung der Combined Singles Charts wurde unter anderem notwendig, da Oricon aufgrund seiner Nichtberücksichtigung von digitalen Musikverkäufen und Streamings in den offiziellen Charts in der japanischen Bevölkerung im Vergleich zu den Billboard-Singlecharts an Beliebtheit verlor.
Die erste Single, die die Spitzenposition der Combined Singles Charts erreichen konnte, ist Stand by You von SKE48.

## Geschichtliche Entwicklung

### 2000er-Jahre bis 2017: Hintergrund
Bis 2015 veröffentlichte Oricon Single- und Albumcharts, die gänzlich auf physische Tonträgerverkäufe basieren. Im Gegensatz zu vielen anderen Ländern, die eigene Musikcharts erheben, dominierten Tonträgerverkäufe sogar bis in die 2000er-Jahre den japanischen Musikmarkt. Im Jahr 2009 veröffentlichte die Recording Industry Association of Japan (RIAJ), dass die Tonträgerproduktion einen Wert von 249 Milliarden Yen erreichen konnte und digitale Veröffentlichungen bei 91 Milliarden Yen lagen, wobei Musikdownloads in diesem Zeitraum einen steten Zuwachs erfuhren. Obwohl physische Verkäufe zu diesem Zeitpunkt nach wie vor den heimischen Musikmarkt dominierten, sorgten der stetige Zuwachs von digitalen Musikverkäufen in Form von Downloads und Chaku-uta (Klingeltöne) für Diskussionen bei Oricon, um ein Musikranking zu entwerfen, die verschiedenste Verkaufsmethoden miteinander kombiniere. Die Gespräche wurden allerdings ergebnislos verworfen. Der damalige CEO von Oricon, Sōkō Koike, erklärte gegenüber der Tageszeitung Asahi Shimbun, dass es sehr schwierig sei, Charts zu erheben, die verschiedene Verkaufskanäle berücksichtigt. Dies wurde damit begründet, dass man auf Ankündigungen der Musikfirmen angewiesen seien und keine eigenständigen Maßnahmen zur Verifizierung der Verkaufszahlen, wie Oricon es bei Tonträgerverkäufen handhabt, aufsetzen könne.
Ab Mitte der 2010er-Jahre stieg die Relevanz von multifaktorbasierten Musikcharts, nachdem die Idol-Gruppe AKB48 zu diesem Zeitpunkt begann, durch Tonträgerverkäufe allein, in Regelmäßigkeit die Spitzenpositionen der Oricon-Charts für sich zu beanspruchen. 1 Im Jahr 2017 belegte AKB48 schließlich die ersten vier Positionen der Oricon-Single-Jahrescharts, während diese in anderen Jahres-Bestenlisten keine Spitzenpositionen hatten. Stattdessen erreichten Künstler wie Gen Hoshino mit Koi oder Hanabi von Mr. Children hohe Platzierungen, wie etwa in den Jahresrankings des Musikdownload-Anbieters RecoChoku. Durch die fehlende Genauigkeit bei der Bemessung des kommerziellen Erfolgs von Singleveröffentlichungen in den Oricon-Singlecharts, büßten die Oricon-Charts laut Musikjournalist Sōichirō Matsutani, Beliebtheit bei den Medienunternehmen ein, die wiederum begannen, die multifaktorbasierten Japan Hot 100 des japanischen Ablegers des Billboard-Magazins zu bevorzugen. Tomonori Shiba schrieb, dass Kunden, die Tonträger wegen ihres Bundles kaufen ein offensichtlicher Teil des japanischen Musikmarktes geworden sind und folgerte, dass ein musikalischer Hit nicht mit der Anzahl verkaufter Tonträger gleichzusetzen sei. Shiba zog dahingehend das Fazit, dass die Oricon-Charts ihren eigentlichen Zweck verfehlen.
Im Jahr 2015 wiederholte Koike seine Aussage, dass Oricon zukünftig keine multifaktorbasierten Charts einführen werde und begründete dies, dass eine derartige Formel nicht dem gesellschaftlichen Interesse entspreche, da Gruppen aus der Talentschmiede Johnny & Associates prinzipiell keine digitalen Musikveröffentlichungen bereitstellen werde. Im Folgejahr führte Oricon die Digital Albums Charts, die lediglich Musikdownloads bei der Ermittlung der Chartpositionen berücksichtigt, getrennt von den offiziellen Albumcharts ein. Ein Jahr darauf folgte die Einführung der Digital Singles Charts durch Oricon, die ebenfalls separat von den offiziellen Singlecharts geführt wird.

### Seit 2018: Einführung und Meilensteine
Im Januar 2018 berichtete die japanische Tageszeitung Asahi Shimbun, dass Oricon die Einführung einer multifaktorbasierten Musikcharts plane. Diese wurde am 29. August gleichen Jahres offiziell vorgestellt und verarbeitete physische sowie digitale Verkäufe als auch Musikstreaming. Die erste Combined Singles Chart wurde am 24. Dezember 2018 publiziert. Der erste Nummer-eins-Titel der neu eingeführten Charts ist die Single Stand by You von SKE48, einer Subgruppe von AKB48. Mit Jiwaru Days gelang AKB48 als erster Künstler die Schwelle von einer Million konvertierten Punkten zu erreichen. Das im Jahr 2022 erstveröffentlichte Lied M87 des japanischen Singer-Songwriters Kenshi Yonezu erreichte im Januar 2024 als hundertstes Lied diese Marke.
Im September 2021 erreichte das Lied Yoru ni Kakeru des japanischen Popmusik-Duos Yoasobi als erstes Stück die Marke von zwei Millionen Punkten; zwei Monate später erreichte Pretender von Official Hige Dandism diesen Schwellenwert.

## Methodologie
Für die Ermittlung der Combined Singles Charts werden sowohl physische als auch digitale Verkäufe sowie Musikstreaming berücksichtigt. Bei der Berechnung wird ein System wie die Album-equivalent unit angewandt, bei der die Verkäufe in Punkte konvertiert werden. Ein Punkt entspricht eine verkaufte CD, der Download der kompletten Single bzw. 300 Streams. Einzelne Musikdownloads von Liedern, die auf einer Single enthalten sind, werden aufaddiert und anschließend durch den Wert 2,5 geteilt. Das Ergebnis wird dem Punktestand hinzugerechnet.
Beim Musikstreaming ergibt sich folgende Aufschlüsselung. 300 bezahlte Streams eines Liedes zählt einen Punkt. Bei werbefinanzierten Streams muss ein Lied 900 gestreamt werden, bei Amazon Prime Music sind es 600 Streams um als Punkt konvertiert zu werden.
Für die digitalen Musikverkäufe wertet Oricon Daten von verschiedenen Musikdownloadanbietern aus, darunter iTunes, Amazon Music, das eigene Downloadportal, RecoChoku, Mu-mo von Avex, Music.jp und Mora. Im Bereich Musikstreaming werden Daten von Apple Music, Amazon, AWA, Au Smartpass, KKBox, Spotify, Tower Records Music, YouTube, YouTube Music, Line Music und Rakuten Music verwertet. Die Verkaufszahlen der Tonträgerverkäufe werden von unterschiedlichen Plattenläden, Elektronikfachgeschäften, Verleihgeschäften, Supermärkten und Onlineshops an Oricon gesendet.
Der Auswertungszeitraum ist von Montag bis Sonntag. Während die offiziellen Singlecharts mittwochs auf der Webseite von Oricon publiziert werden, erscheinen die Combined Singles Charts einen Tag später.

## Kritik und Beziehung zu den Billboard Japan Hot 100
Musikjournalist Tomonori Shiba erklärte, dass die Einführung der Combined Singles Charts zu spät erfolgt sei und die Oricon-Musikcharts seit Jahren seinen eigentlichen Zweck verfehlt haben.
Zudem stellte er fest, dass obwohl die Combined Singles Charts von Oricon als auch die Japan Hot 100 von Billboard Japan multifaktorbasierte Charts sind, beide Chartlisten unterschiedliche Philosophien verfolgen. Während die von Oricon neu eingeführten Combined Singles Charts nach wie vor Musikverkäufe in den Vordergrund stellen, werden bei den Japan Hot 100 noch Airplay, Karaoke oder Erwähnungen in sozialen Medien wie Twitter bei der Erhebung der Charts einbezogen. Aufgrund der unterschiedlichen Philosophien beider Charts prognostiziert Shiba, dass beide Charts zukünftig koexistieren könnten.

## Nummer-eins-Singles in den Jahrescharts
| Jahr | Künstler            | Titel                         | Punkte b  | Quelle |
| ---- | ------------------- | ----------------------------- | --------- | ------ |
| 2019 | AKB48               | Sustainable                   | 1.416.189 | [ 15 ] |
| 2020 | SixTones & Snow Man | Imitation Rain/D.D. a         | 1.780.306 | [ 16 ] |
| 2021 | BTS                 | Butter                        | 1.809.650 | [ 17 ] |
| 2022 | King Gnu            | Ichizu/Sakayume a             | 1.456.349 | [ 18 ] |
| 2023 | Yoasobi             | Idol                          | 2.274.528 | [ 19 ] |
| 2024 | Creepy Nuts         | Nidone/Bling-Bang-Bang-Born a | 2.493.509 | [ 20 ] |